# Финмарк
Финмарк (норв. Finnmark) је округ у северном делу Норвешке. Управно седиште округа је град Вадсе, а значајни су и градови Алта и Хамерфест.
Површина округа Финмарк је 48.615,91 km², на којој живи близу 75 хиљада становника.
Грб Финмарка потиче из 1967. године и на њему се налази тврђава Вардјохус.

## Положај и границе округа
Округ Финмарк се налази у крајње северном делу Норвешке и граничи се са:
- север: Северно море,
- исток: Русија,
- југ: Финска,
- запад: округ Тромс.

## Природни услови
Финмарк је приморски округ. Округ је махом планински, посебно у западном делу. У јужном делу има равничарских крајева.
Округ излази на Северно море. Обала је веома разуђена, са мноштвом залива, малих острва и полуострва. У округу постоји и много језера. Најзначније реке су граничне; Танаелва ка Финској, а Пасвикелва ка Русији.

## Становништво
По подацима из 2010. године на подручју округа Финмарк живи близу 75 хиљада становника, већином етничких Норвежана. У јужном делу живи лапонска мањина. У градићу Каутокеино на југу округа налази се здање лапонске скупштине.
Округ последњих деценија бележи благо опадање становништва. У последњих 3 деценије смањење је било за приближно 5%.
Густина насељености - Округ има густину насељености је око 1,5 ст./км², што је најмање у држави и 8 пута од државног просека (12,5 ст./км²). Цео округ је веома слабо насељен.

## Подела на општине
Округ Финмарк је подељен на 19 општина (kommuner).